# Len Wiseman
Len Wiseman (født 4. marts 1973) er en amerikansk filminstruktør og manuskriptforfatter og producer. Siden 2004 har han været gift med den engelske skuespillerinde Kate Beckinsale, indtil de fik en skilsmisse i 2016. 

## Udvalgt filmografi
- 2003 – Underworld
- 2006 – Underworld: Evolution
- 2007 – Die Hard 4.0
- 2009 – Underworld: Rise of the Lycans
- 2012 - Total Recall
- 2013 - Sleepy Hollow (tv-serie)